# Prehistòria als Balcans
La prehistòria als Balcans o dels Balcans és el període de la història dels Balcans (l'extensa península que conforma l'Europa sud-oriental) anterior a l'aparició de l'escriptura. Davant la inexistència de fonts escrites, per al seu estudi s'utilitzen fonts arqueològiques. Comença amb les successives arribades a Europa de les diferents espècies del gènere Homo, totes procedents del Pròxim Orient i el Caucas, des del seu origen africà. Després de l'entrada definitiva de la civilització grega en la seua fase històrica (s. VIII ae), comença la protohistòria en la major part de la regió, moltes de les zones de les quals no acabaran d'incloure's plenament en la història fins a la conquesta romana (del s. II ae al s. II de), que només en alguns casos va determinar la romanització.

## Paleolític
(2.600.000 – 13.000 ae)

### Paleolític inferior i paleolític mitjà
(2.600.000 – 50.000 ae)
Hi ha algunes mostres del Paleolític inferior als Balcans, però en un limitat nombre de jaciments. A Vértesszőlős es van descobrir restes identificables amb Homo erectus o amb Homo sapiens arcaic, d'uns 350.000 anys (Homo erectus seu sapiens palaeohungaricus, al qual se li diu "Samu").
Segons Douglass W. Bailey va haver-hi una transició gradual, menys dramàtica que en altres zones d'Europa, fins al canvi crucial que suposà l'arribada dels humans moderns, representats a Bacho Kiro (fa uns 44.000 anys) i Temnata Dupka. Els canvis climàtics, botànics i zoològics també foren continuats i diferents als d'altres zones d'Europa, fins a tal punt que s'ha arribat a qüestionar si el concepte revolució del Paleolític superior és aplicable als Balcans.

### Paleolític superior
(50.000 – 20.000 ae)
El 2002 es van trobar a Peștera cu Oase (literalment 'cova amb ossos', prop d'Anina, Romania) les que fins ara es consideren les restes més antigues d'humans moderns a Europa, una mandíbula inferior d'una antiguitat aproximada de 42.000 anys, a la qual s'ha donat el nom de Ió din Anina ('Joan d'Anina').

## Epipaleolític i mesolític
(9.500 – 7.500 ae)

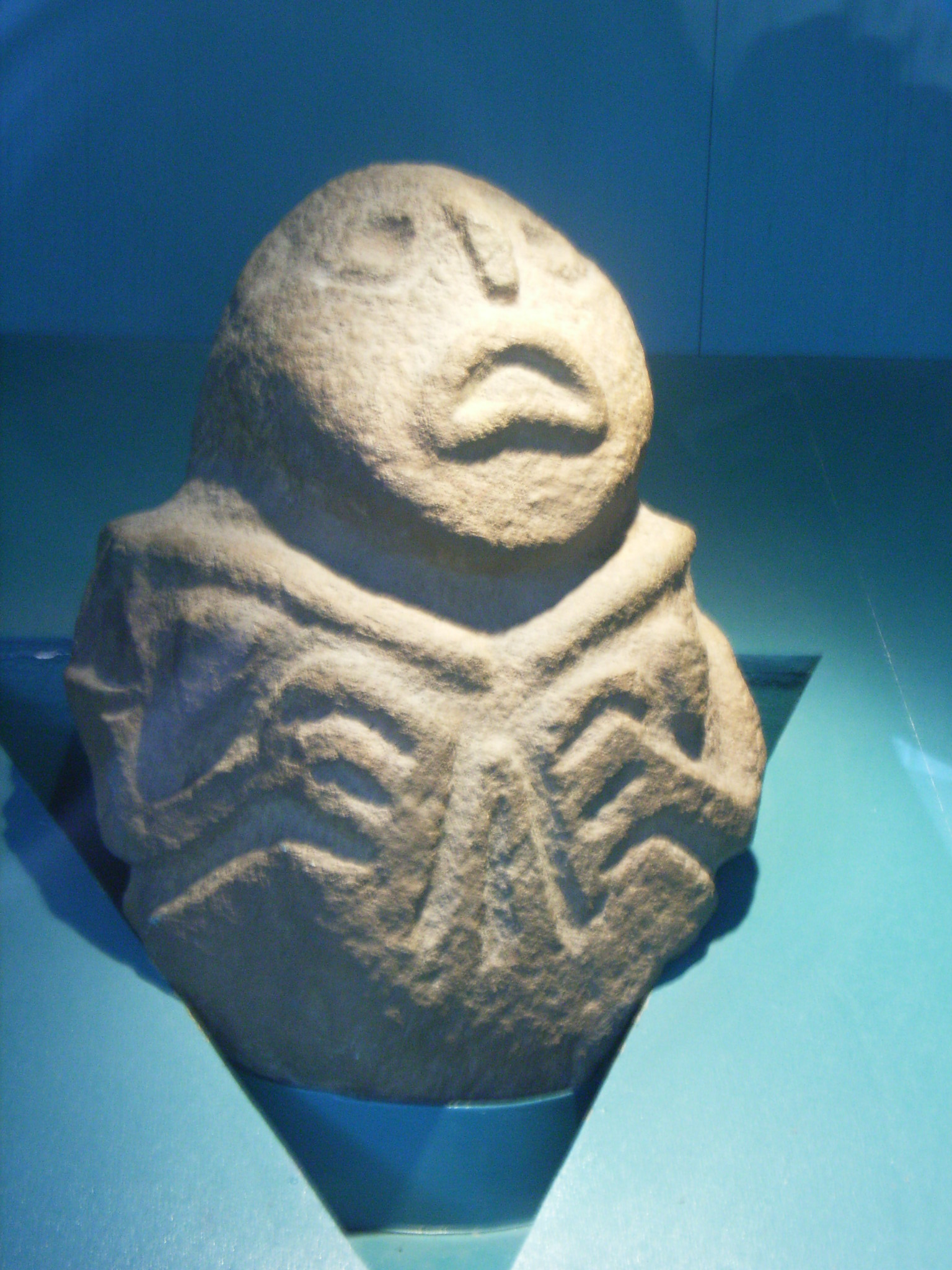
Escultura procedent de Lepenski Vir

També segons Bailey, tret de la variació del nivell del mar i consegüent modificació de les costes, als Balcans no va haver-hi canvis significatius entre el Paleolític superior i període següent (pas del plistocé a l'holocé en termes geològics), ni en els aspectes climàtics, botànics ni zoològics, ni en la cultura material, particularment en l'artesania lítica; de manera que fins i tot la utilització de la denominació "mesolític" pot ser impròpia per a la regió. Així i tot, és habitual utilitzar-la per a designar un període de dos a quatre mil·lennis, intermedi entre el Paleolític i el Neolític. Per a les zones on la neolitització fou primerenca, com és el cas de la major part dels Balcans, hi ha autors que prefereixen utilitzar la denominació epipaleolític. De fet, la continuïtat dels assentaments a la zona pot interpretar-se en el sentit que actuà com una reserva de població des de la qual es repoblaren zones europees que havien sofert condicions més desfavorables. És característic del període la concentració d'activitats humanes en llocs concrets, vinculats a activitats personals i grupals que semblen tenir un caràcter identitari, com la pintura corporal amb ocre i hematita i els ornaments.
S'ha trobat artesania lítica de l'època a Lepenski Vir (Sèrbia) i jaciments de l'actual Montenegro i el sud-oest de l'actual Romania. A Ostrovul Banului, l'abric rocós de Cuina Turcului (Portes de Ferro), i a les properes coves de Climente s'han trobat eines de pedra i os, relativament avançades. En l'actual Bulgària només hi ha materials de l'època a Pobiti Kamini, amb una discontinuïtat de quatre mil anys entre els últims materials del Paleolític superior (de 13.600 d'antiguitat a Temnta Dupka) i els primers del Neolític (al començament del VII mil·lenni ae a la zona).
El Mesolític de la zona meridional dels Balcans, incloent l'actual Grècia, és menys conegut. A Odmut (actual Montenegro) hi ha evidències d'activitat humana en el període. Relacionada amb el Mesolític grec està la cova Franchthi. Altres jaciments són la cova de Theopetra i Sesklo a Tessàlia, que representen des del Paleolític mitjà fins al Neolític.

## Neolític i calcolític

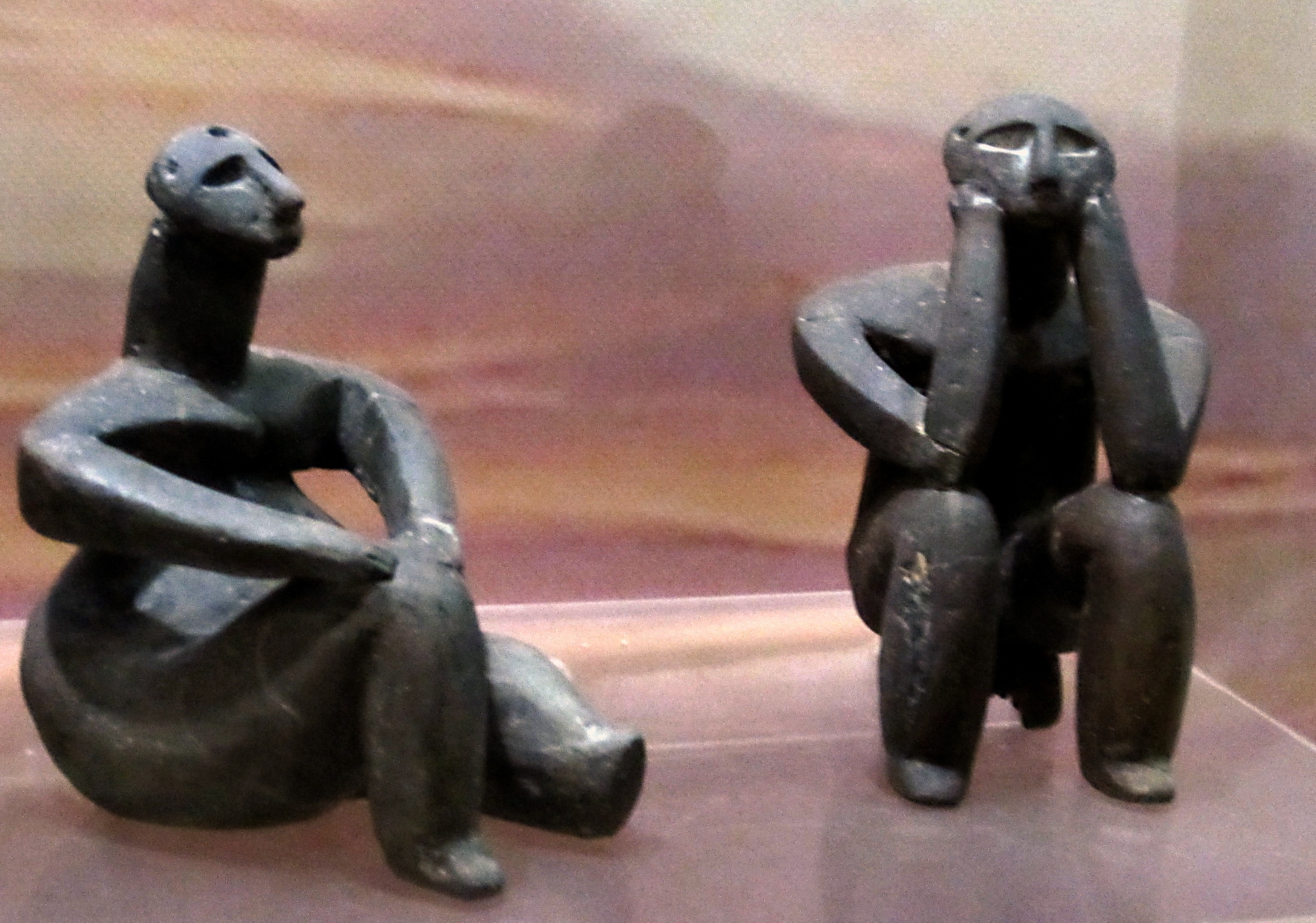
Els pensadors d'Hamangia (ca. 5250-4550 ae)

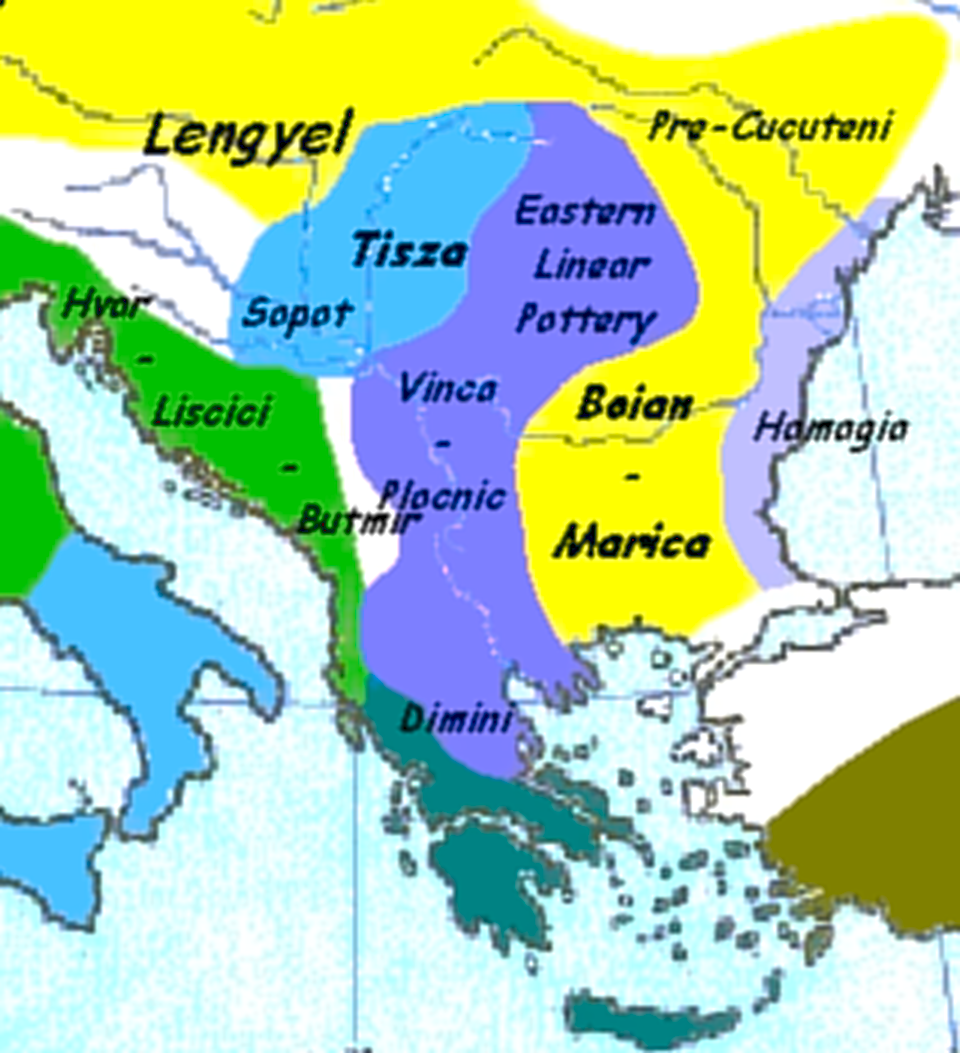
Cultures neolítiques del sud-est d'Europa

Els Balcans acolliren alguna de les principals cultures neolítiques, com la Vinča, la Varna, la Karanovo, la Gumelnita (o Gumelnitsa-Karanovo), la Boian (també anomenada Giuleştu-Marica o Maritza) i l'Hamangia.
La cultura de Vinča es desenvolupa entre el VI i III mil·lenni ae a l'entorn del Danubi, en les actuals Sèrbia, Croàcia, Romania, Bulgària, Montenegro, Kosovo, Albània i Macedònia; fins i tot poden trobar-se les seues influències en llocs més llunyans, tant dels Balcans com d'Europa central i Àsia Menor.
La "kurganització" de l'est dels Balcans (i de la cultura de Cucuteni més al nord) durant l'Eneolític (calcolític) s'associa amb la hipòtesi d'una primerenca expansió dels protoindoeuropeus.

## Edat del bronze
(3.500 – 1.100 ae)

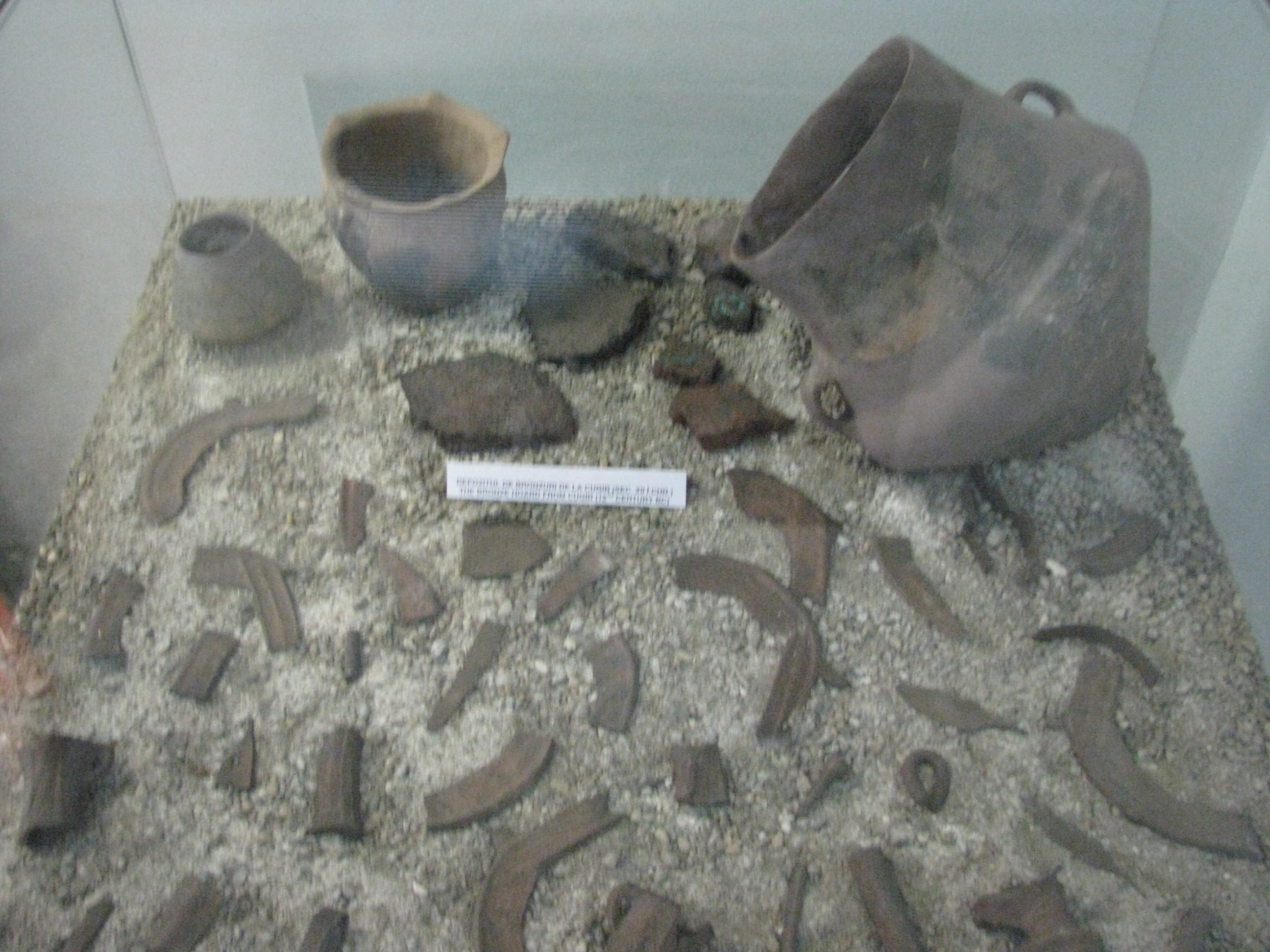
El tresor de Cugir, s. XII ae, Museu Nacional de la Unió, Alba Iulia

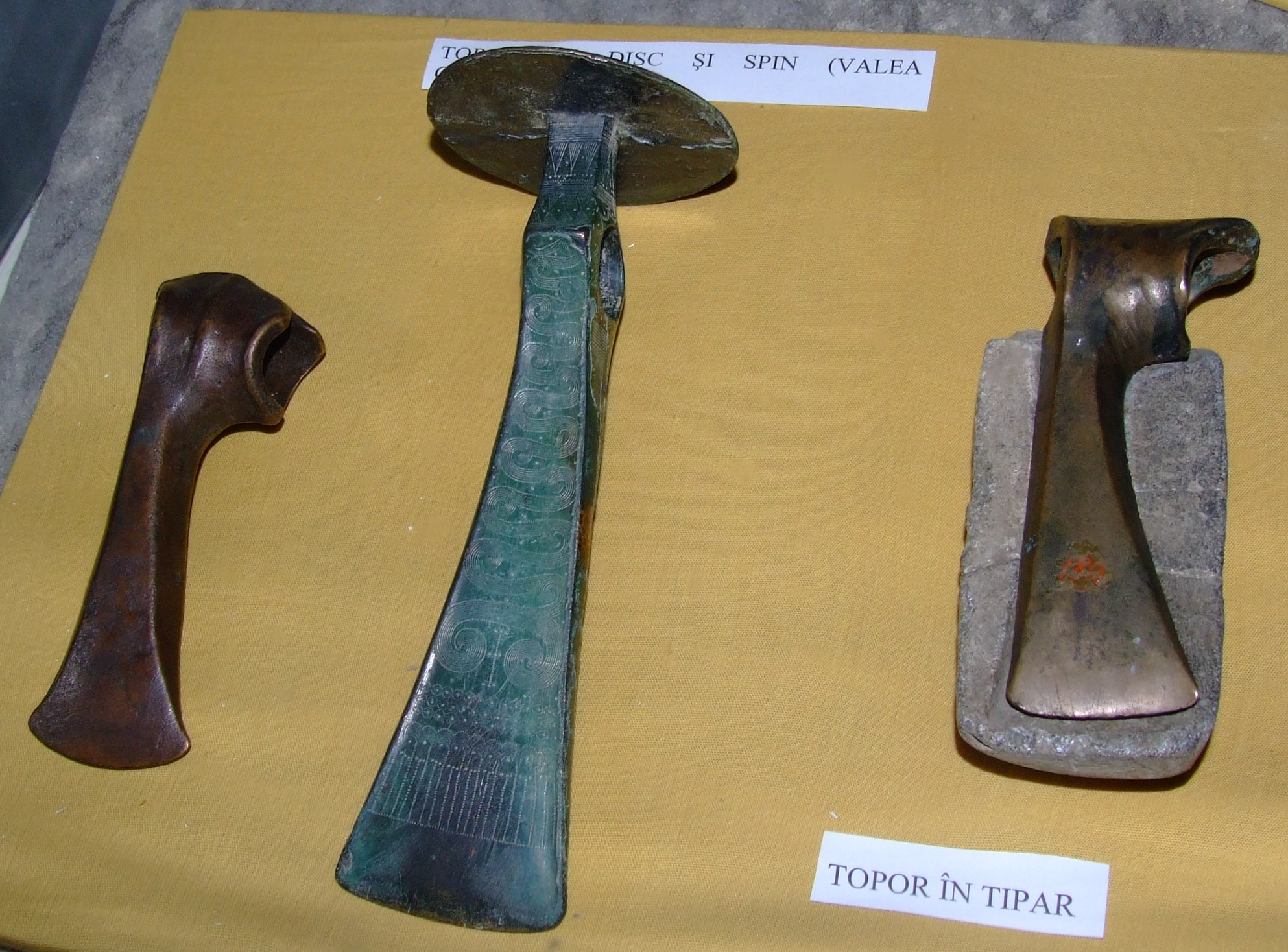
Destrals de batalla de la cultura de Wietenberg, Valea Chioarului (Maramureş), Museu Nacional d'Història de Transsilvània (Cluj-Napoca)

La periodització del bronze als Balcans, segons Boardman:
- Bronze antic, segles XX al XVI ae.
- Bronze mitjà, segles XVI al XIV ae.
- Bronze final, segles XIV al XIII ae.

Al centre i est dels Balcans, l'edat del bronze retarda el seu començament fins al s. XVIII ae.
El col·lapse de l'edat del bronze final fou un període de transició gradual cap a l'edat del ferro que es dona als s. XIII i XII ae.
El "complex oriental balcànic" ("East Balkan Complex": Karanovo VII, cultura deEero) cobreix tot el territori de Tràcia. Les cultures de l'edat del bronze del centre i l'oest dels Balcans estan menys definides, i es confonen amb les de Pannònia, els Carpats i l'actual Hongria.
En l'àmbit de la mar Egea sorgeixen les civilitzacions egees prehel·lèniques: civilització ciclàdica i civilització minoica a les illes, i civilització micènica al continent); aquestes dues últimes plenament històriques (texts en lineal A i lineal B).

## Edat del ferro
(1.100 ae–150 de)

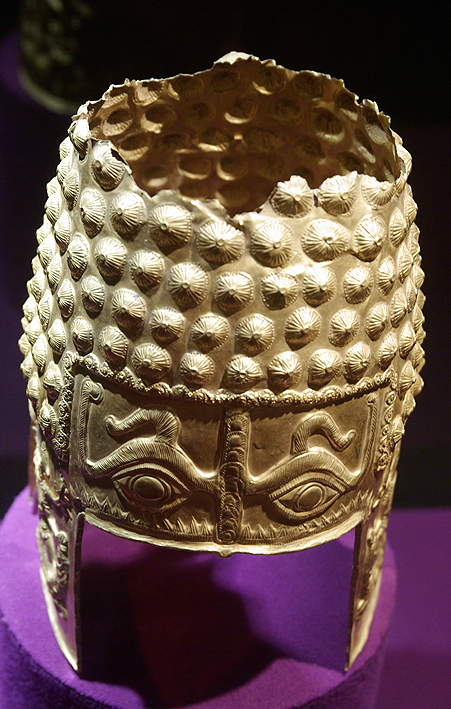
L'elm de Coţofeneştu, un elm d'or massís getodaci, datat de la primera meitat del, Museu Nacional d'Història de Romania

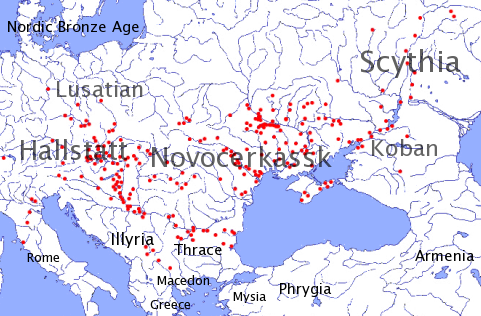
Distribució dels jaciments traciocimeris

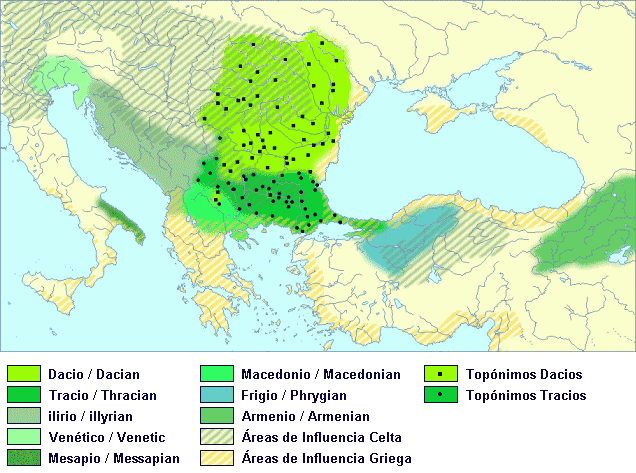
Distribució geogràfica de les llengües paleobalcàniques entre els s. V i I ae.

Després del període que segueix a l'arribada dels doris (l'Edat Fosca grega o període submicènic), la cultura hel·lènica començà a desenvolupar-se al sud de la península dels Balcans, les illes de l'Egeu i la costa occidental d'Àsia Menor. Començà la colonització grega als s. IX i VIII ae, en el context cultural i artístic de l'estil geomètric. La civilització grega arribà al cim a l'Atenes del segle de Pèricles (mitjan s. V ae).
A la fi del s. VI ae apareixen les primeres fonts escrites (gregues) que recullen alguna dada de territoris al nord del Danubi. Per a aquesta època els getes (getae) i una mica més tard els dacis (daci) s'havien diferenciat del tronc comú dels pobles de parla tràcia.
Els grecs van establir entre el 700 i el 300 ae colònies comercials a les costes de la mar Negra i de Dalmàcia (com també en altres zones: Àsia Menor, Itàlia meridional i la Mediterrània occidental) per garantir-se el domini del comerç en les rutes balcàniques i intensificar els intercanvis amb els pobles de l'interior. Els autors grecs fan referències protohistòriques a la zona de Tràcia des d'Homer fins a Heròdot (Llibre V).
La resta dels pobles dels Balcans s'organitzaren en grans unions tribals, com el Regne traci d'Odrísia a l'est (s. V ae) i els regnes il·liris a l'oest (segle iv aC).
Altres unions tribals es formaren a Dàcia, al començament del s. II ae, sota el rei Oroles. Les tribus il·líriques se situaren al territori de l'antiga Iugoslàvia i l'actual Albània. El gentilici illyrii s'usà inicialment per a designar el poble que ocupava la zona del llac Skadar (entre Albània i Montenegro). Del gentilici va derivar el corònim Illyria ("Il·líria"), usat per grecs i romans per a una àrea molt àmplia.
La cultura hel·lenística es va expandir per l'Imperi macedònic creat per Filip de Macedònia i Alexandre el Gran, a la fi del segle iv aC: convertí la llengua i cultura gregues en les dominants no sols als Balcans, sinó en tota la Mediterrània oriental.
La conquesta romana de Tràcia, Mèsia i altres territoris del nord dels Balcans (Il·líria, Dalmàcia, Pannònia) comportà la romanització d'alguns territoris, amb més o menys profunditat. La que tingué efectes més definitius fou la més tardana, la de la Dàcia, on se segueix parlant una llengua derivada del llatí (el romanés). Per contra, la conquesta romana de Grècia no en comportà la romanització.